# Gabriel Tavares Leite

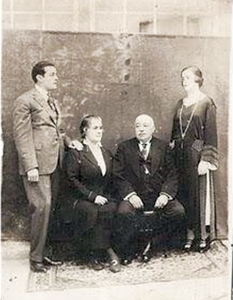
Barão Gabriel Tavares Leite, com a sua família.

Gabriel Tavares Leite, (São João da Madeira (Portugal), 29 de novembro de 1860 - Jaquarão (Brasil), 13 de julho de 1932), primeiro e único barão de Tavares Leite, foi um comerciante luso-brasileiro.
Recebeu o título de barão do rei Dom Carlos I de Portugal em 1906, em forma de reconhecimento pelos serviços prestados à Coroa Portuguesa. Português de São João da Madeira, veio jovem ao Brasil, onde contraiu matrimonio em 1884, com Florinda Estefânia Machado, com quem teve três filhos: Antônio, Isabel e Ema.
Após alguns anos fixou residência na cidade de Jaguarão, onde se tornou próspero comerciante. Era também vice-cônsul de Portugal na cidade de Jaguarão, e também foi agraciado como Comendador. Casou-se em segundas núpcias, pois tinha enviuvado, com a senhora Palmira Balhego, tornando-se ela a Baronesa de Tavares Leite, com quem teve um único filho: Lourival Tavares Leite (nascido em 1897), tendo sido este um conhecido político e comerciante da cidade. O Barão de Tavares Leite Faleceu na cidade de Jaguarão, no  dia 13 de julho do ano de 1932.